# 下剋上エクスタシー
『下剋上エクスタシー』（げこくじょうエクスタシー）は、2000年12月7日に発売された椎名林檎のライブ映像集。東芝EMI（当時）よりDVD版（規格品番：TOBF-5043）とVHS版（規格品番：TOVF-1350）の2形態で発売された。
初回生産限定盤は、DVD版が蓄光加工紙スリーブケース、VHS版がカラーカセットと蓄光加工ビデオケース仕様。同日には同年に行われたシークレット・ライブハウス・ツアー「御起立ジャポン」の模様を収録したライブ映像集『発育ステータス 御起立ジャポン』も同時発売された。
2013年11月13日にはBlu-ray Disc版（規格品番：TYXN-10002）がユニバーサルミュージックより発売された。またBlu-ray Disc版は同日に初回生産限定で発売されたボックス・セット『LiVE』にも収録されている。

## 概要
本作は2000年4月から6月にかけて行われた椎名にとって初の全国ホールツアー「実演ツアー 下剋上エクスタシー」から、NHKホール公演と福岡サンパレス公演を中心に映像化した作品。特典映像として、NHKホール公演のみ行われたストリングスメドレーを「スペシャル・トラック」として、ツアーのドキュメント映像を「実録 下剋上エクスタシー」として収録している。
曲目は2作目のスタジオ・アルバム『勝訴ストリップ』収録曲を中心に披露。ただし「ここでキスして。」や「ギブス」、「浴室」、「君ノ瞳ニ恋シテル」などの一部の披露曲の収録が見送られた。「依存症」の歌詞にある問題箇所「ヒトラー」部分はライブでは実際に歌われているが、映像化する際はピー音にて被せられ収録されている。また「警告」の途中で椎名が髪を切った後の映像（福岡サンパレス公演）に切り替わるが、それは椎名自身がライブ中に失敗をし、反省と罰として髪を切断したためである。ドキュメント映像でスタイリストにちゃんと整髪されているのを見ることが出来る。
なお、ツアーで披露された新曲「やっつけ仕事」と「ギャンブル」は収録されず3枚組シングル集『絶頂集』にライブ音源が収録された。アルバム収録は後に「やっつけ仕事」は「やつつけ仕事」と名称を変え『加爾基 精液 栗ノ花』（2003年）に、「ギャンブル」は斎藤ネコとの共同名義でのアルバム『平成風俗』（2007年）に収録された。

## 収録曲
全作詞・作曲：椎名林檎　(注記を除く)。
| #   | タイトル | 作詞 | 作曲・編曲 |
| --- | --- | ---- | ---------- |
| 1.  | 「本能」 |      |            |
| 2.  | 「虚言症」 |      |            |
| 3.  | 「歌舞伎町の女王」                                                                                               |      |            |
| 4.  | 「あおぞら」 |      |            |
| 5.  | 「月に負け犬」                                                                                                   |      |            |
| 6.  | 「アイデンティティ」                                                                                             |      |            |
| 7.  | 「警告」 |      |            |
| 8.  | 「恋は盲目」(作詞・作曲：ジャニス・イアン)                                                                       |      |            |
| 9.  | 「正しい街」 |      |            |
| 10. | 「積木遊び」 |      |            |
| 11. | 「弁解ドビュッシー」                                                                                             |      |            |
| 12. | 「幸福論（悦楽編）」                                                                                             |      |            |
| 13. | 「罪と罰」 |      |            |
| 14. | 「依存症」 |      |            |
| 15. | 「シドと白昼夢」                                                                                                 |      |            |
| 16. | 「病床パブリック」                                                                                               |      |            |
| 17. | 「丸ノ内サディスティック」                                                                                       |      |            |
| 18. | 「スペ シャル・トラック」 - 「闇に降る雨」 - 「幸福論」 - 「リモートコントローラー」 - 「正しい街」 - 「同じ夜」 |      |            |

| #  | タイトル   | 作詞 | 作曲・編曲 |
| -- | ---------- | ---- | ---------- |
| 1. | 「その壱」 |      |            |
| 2. | 「その弐」 |      |            |
| 3. | 「その参」 |      |            |

## 参加メンバー
虐待グリコゲン
- 声と電気式ギター：椎名林檎
- 電気式ギター：弥吉淳二
- 電気式ベース：亀田誠治
- シンセサイザーとキーボード：皆川真人
- 生ドラム：村石雅行

- ストリングス：弦一徹勝ち戦記念楽団

## 実演ツアー 下剋上エクスタシー
ツアーの世界観はシングル『本能』と同様に病院をモチーフにした作りにしている。舞台セットは手術室に似せ、細部まで凝っており心電図に人体模型などを配置、シンセサイザーやドラムセット等を置く台には手術用のベッドを使用。衣装も同様に椎名は全身に包帯を巻いた様に拵えたガーゼのワンピース。バンドメンバーの4名も白衣を着用している。また来場者全員にはツアーグッズカタログに予診表風アンケート用紙と、ぎょう虫卵検査用のセロハンテープが配られた。

### ツアーの日程
| 公演日                    | 都道府県 | 会場                           |
| ------------------------- | -------- | ------------------------------ |
| 2000年4月17日             | 栃木     | 栃木県総合文化センター         |
| 2000年4月20日             | 石川     | 石川厚生年金会館               |
| 2000年4月24日             | 新潟     | 新潟県民会館                   |
| 2000年4月26日             | 東京     | NHKホール                      |
| 2000年4月28日             | 東京     | 渋谷公会堂                     |
| 2000年5月3日 （追加公演） | 東京     | 渋谷公会堂                     |
| 2000年5月13日             | 広島     | 広島郵便貯金ホール             |
| 2000年5月15日             | 鹿児島   | 鹿児島市民文化ホール 第1ホール |
| 2000年5月18日             | 長崎     | 長崎ブリックホール             |
| 2000年5月22日             | 香川     | 高松市民会館                   |
| 2000年5月24日             | 大阪     | 大阪厚生年金会館大ホール       |
| 2000年5月27日             | 宮城     | 仙台サンプラザホール           |
| 2000年5月31日             | 福岡     | 福岡サンパレス                 |
| 2000年6月2日              | 愛知     | 名古屋市公会堂                 |
| 2000年6月5日              | 北海道   | 北海道厚生年金会館             |
| 2000年6月7日              | 岩手     | 盛岡市民文化ホール             |